# Matt Prokop
Matt Ray Prokop est un acteur américain né le 29 juillet 1990 à Victoria (Texas). 
Matt est surtout connu pour avoir joué dans des films et séries Disney Channel, et en particulier Le Geek Charmant en compagnie de 
Sarah Hyland et Sasha Pieterse.

## Vie privée
Matt Prokop a fréquenté l'actrice Sarah Hyland de juin à septembre 2009. Le 9 février 2010, le couple déclare qu'ils sont de nouveau ensemble. En 2011, il joue dans Le Geek Charmant aux côtés de Sarah Hyland. Mais en 2014, cette dernière décide d'en finir en raison de violences conjugales. Le mardi 6 octobre 2014, il a interdiction d'approcher son ex et le chien de cette dernière à moins de 90 mètres, accusé de violence morale et physique ; en effet il a étranglé, plaqué contre une voiture et frappé Sarah Hyland. En 2019, il sort avec une inconnue appelée Kristen Turek. Ils s'affichent sur les réseaux.

## Filmographie

### Cinéma
- 2007 : Marked (Court-métrage) : Zack
- 2008 : An Angel Named Billy : Zack
- 2008 : Green Flash : Cameron à 15 ans
- 2008 : High School Musical 3 : Nos années lycée (High School Musical 3: Senior Year) : Jimmie Zara
- 2009 : Reconception : Rebel
- 2010 : La forêt contre-attaque (Furry Vengeance) de Roger Kumble : Tyler
- 2010 : Monster Heroes : Jonas Stein
- 2010 : I Owe My Life to Corbin Bleu : Un mec cool
- 2011 : Conception : J.T.
- 2011 : American Cougars : Tyler
- 2012 : Struck : Dwayne Michaels
- 2013 : April Apocalypse : Tommy

### Télévision
- 2007 : Hannah Montana (série télévisée) : Troy McCann
- 2007 : The Office (série télévisée) : Un gosse mineur
- 2009 : In the Motherhood (série télévisée) : Luke
- 2010 : Médium (série télévisée) : Kyle Covington
- 2011 : Bonne chance Charlie (Good Luck Charlie) (série télévisée) : Evan
- 2011 : Le Geek Charmant (Geek Charming) (Téléfilm) : Josh Rosen
- 2012 : Modern Family (série télévisée) : Ethan
- 2013 : Perception (série télévisée) : Ian Vetter